# Rilla, la de Ingleside
Rilla, la de Ingleside publicado en 1921 es el octavo libro de la serie de Ana de las Tejas Verdes, escrito por la canadiense Lucy Maud Montgomery, aunque fue el sexto que la autora escribió.
En esta novela, la atención gira sobre un personaje central, Rilla Blythe, la hija menor de Ana y Gilbert. Está escrito con un tono más serio que sus antecesores, ya que la historia transcurre durante los años de la Primera Guerra Mundial, en la que tanto los hijos de Ana como los de sus vecinos y amigos, tendrán que acudir a luchar en el frente.
Es interesante el hecho de que Rilla, la de Ingleside es la única novela canadiense que ha sido escrita desde la perspectiva de una mujer, sobre la Primera Guerra Mundial por un escritor de la época.

## Argumento
Ha pasado casi una década desde el final del libro anterior, y los hijos de Ana ya se han hecho mayores, todos excepto Rilla, quien a sus quince años es una joven coqueta, de encantadora sonrisa e irreprimible entusiasmo, cuya única ilusión es acudir a su primer baile en el faro de Cuatro Vientos.
Ana y sobre todo Gilbert, están preocupados por la falta de expectativas de su hija menor y por el hecho de que su única preocupación sea divertirse.
Pero el mundo de sueños e ilusiones de Rilla, comienza a resquebrajarse la misma noche del baile, cuando la sombría música del Flautista comienza a sonar, arrastrando todo lo que conoce y ama hacia el abismo de la guerra.
Pronto sus amigos y hermanos se marchan a los frentes europeos, sus hermanas estudian en la universidad o se alistan como enfermeras de la Cruz Roja, mientras Rilla se queda sola en casa con sus padres. Sin embargo a medida que la guerra avanza Rilla comienza a madurar, crea la organización de la Cruz Roja Juvenil en Glen y acoge a un huérfano recién nacido.
Junto con el resto de su familia, Rilla debe enfrentarse con la extensión de la guerra, la continua existencia en completa tensión y temor, y la muerte de millones de personas, algunas de ellas demasiado cercanas.
Mientras tanto, el chico del que siempre ha estado enamorada Kenneth Ford (hijo de Leslie y Owen Ford), comienza a cortejarla, justo antes de ser llamado a filas, dejando a Rilla aún más ansiosa y deprimida, esperando noticias en casa.
Al final del libro la guerra acaba y los chicos que se marcharon comienzan a volver a casa, aunque ya nunca serán los mismos que marcharon. La vida empieza a volver a la normalidad, excepto por el peso de que los que quedaron con vida, mantengan en el espíritu de los que "Por nuestro mañana dieron su hoy..."
- Datos: Q734757
- Multimedia: Rilla of Ingleside / Q734757